# ريجنالد سميث
ريجنالد سميث (بالإنجليزية: Reginald Dorman-Smith)‏ (و. 1899 – 1977 م) هو سياسي، من المملكة المتحدة، ولد في مقاطعة كافان، كان عضوًا في حزب المحافظين، توفي عن عمر يناهز 78 عاماً.

## مناصب
تولى منصب عضو البرلمان في المملكة المتحدة.

## التعليم
تعلم في مدرسة هرو، والكلية العسكرية الملكية بساندهيرست ‏.

## الخدمة العسكرية
خدم في الجيش البريطاني.

## جوائز
حصل على جوائز منها:
- فارس الصليب الأكبر من رتبة الإمبراطورية البريطانية.